# Владимирское сельское поселение
Владимирское сельское поселение — муниципальное образование в составе Лабинского района Краснодарского края России.
В рамках административно-территориального устройства Краснодарского края ему соответствует Владимирский сельский округ.
Административный центр — станица Владимирская.

## География
Площадь сельского поселения 18906 га. По территории протекают реки Лаба, Кукса и Грязнуха. Имеются искусственные водоёмы (пруды) общей площадью 70 га. На западной окраине поселения расположены леса общей площадью 703 га.

## Население
| 2010  | 2012  | 2013  | 2014  | 2015  | 2016  | 2017  |
| ----- | ----- | ----- | ----- | ----- | ----- | ----- |
| 7376  | ↗7478 | ↘7418 | ↘7368 | ↘7341 | ↗7360 | ↗7371 |
| 2018  | 2019  | 2020  | 2021  | 2023  |       |       |
| ↘7300 | ↘7277 | ↘7196 | ↘6430 | ↘6283 |       |       |

## Населённые пункты
В состав сельского поселения (сельского округа) входят 2 населённых пункта:
| № | Населённый пункт | Тип населённого пункта | Население (чел.) |
| - | ---------------- | ---------------------- | ---------------- |
| 1 | Владимирская     | станица                | ↘6351            |
| 2 | Привольный       | хутор                  | ↘79              |